# Polypedilum dubium
Polypedilum dubium är en tvåvingeart som först beskrevs av Jean-Jacques Kieffer 1921.  Polypedilum dubium ingår i släktet Polypedilum och familjen fjädermyggor.
Artens utbredningsområde är Tyskland. Inga underarter finns listade i Catalogue of Life.